# 披头士广场

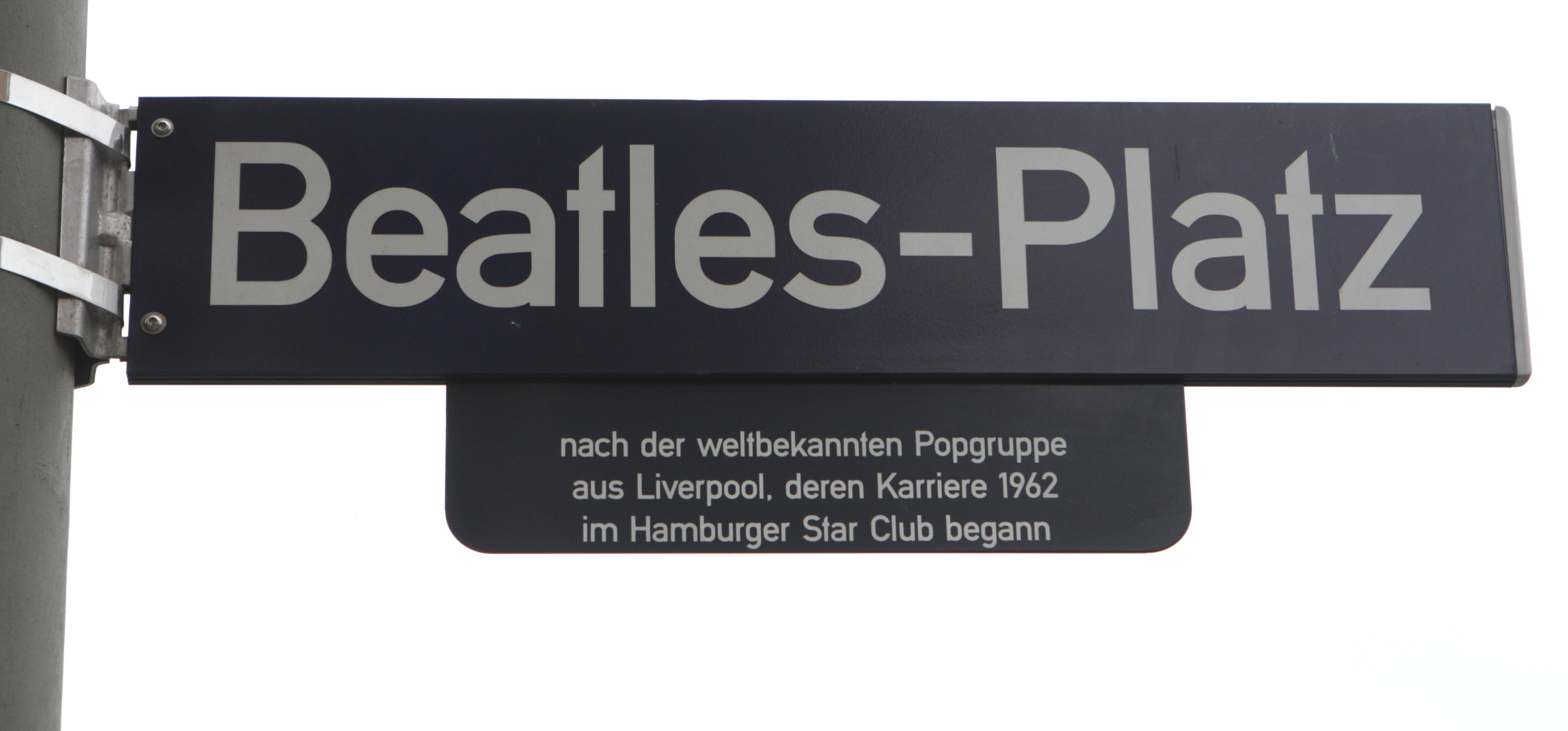

披头士广场 (德語：Beatles-Platz)是德国汉堡的一个圆形广场，位于圣保利区的绳索街与大自由街的十字路口，直径29米。路面铺成黑色，使其看起来像黑胶唱片。周围有五个雕像，代表披头士乐队:约翰·列侬、 保罗·麦卡特尼、斯图尔特·萨克利夫、乔治·哈里森、皮特·贝斯特和林戈·斯塔尔。
建立这个广场是为了纪念汉堡在披头士历史上的重要性。该项目的造价约为50万欧元，由Dohse＆Stich建筑事务所设计于2005年12月-2006年5月。2008年5月29日开始施工，施工持续了大约三个月，2008年9月11日由第一市长主持开幕仪式。披头士纪念碑包括乐队成员的金属雕像以及成功歌曲的名称。